# Hijaz

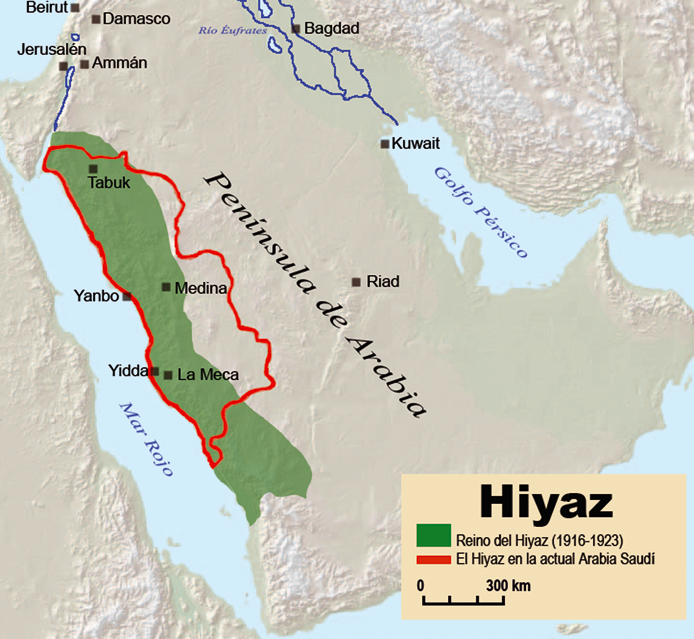
Kungariket Hijaz i grönt, och den nuvarande saudiarabiska provinsen i rött.

Kungariket Hijaz flagga 1916 till 1920, den så kallade Arabrevoltens flagga

Kungarikets flagga från 1920 till 1926, då riket erövrades av ibn Saud.

Hijaz, även stavat Hedjaz, Hedjas, Hidzjaz och Hejaz (på arabiska الحجاز, al-Ḥiǧāz), är en landsdel i nordvästra Saudiarabien utmed Röda havet från Asir i söder till gränsen mot Jordanien i norr. Den största staden i Hijaz är Jidda; utöver denna ligger de enligt islam heliga städerna Mekka och Medina i regionen.
År 1916 skapades i området Kungariket Hijaz, men detta rike förenades 1932 tillsammans med bland annat Kungariket Najd till Kungariket Saudiarabien.

## Geografi
Kusten är öde, och innanför den ligger en slätt med några få oaser där wadier kommer ner från bergen. Längre in höjer sig landet stegvis upp till en platå på cirka 2 350 meter över havet. Berggrunden består av sandsten, med öde lavamarker i norr. Här finns det bara några få oaser, men i söder är landet högre och har större nederbörd.
Särskilt fruktbara är omgivningarna runt Medina, cirka 750 meter över havet. Mekka ligger på slätten vid bergens fot. Längs höglandet går den gamla pilgrims- och handelsvägen till Medina. Hamnstad för Medina är Yanbu, och för Mekka Jidda.

## Näringsliv
De viktigaste inkomstkällorna är handel med spannmål och dadlar, lättindustri och de många tillresande pilgrimerna.

## Historia

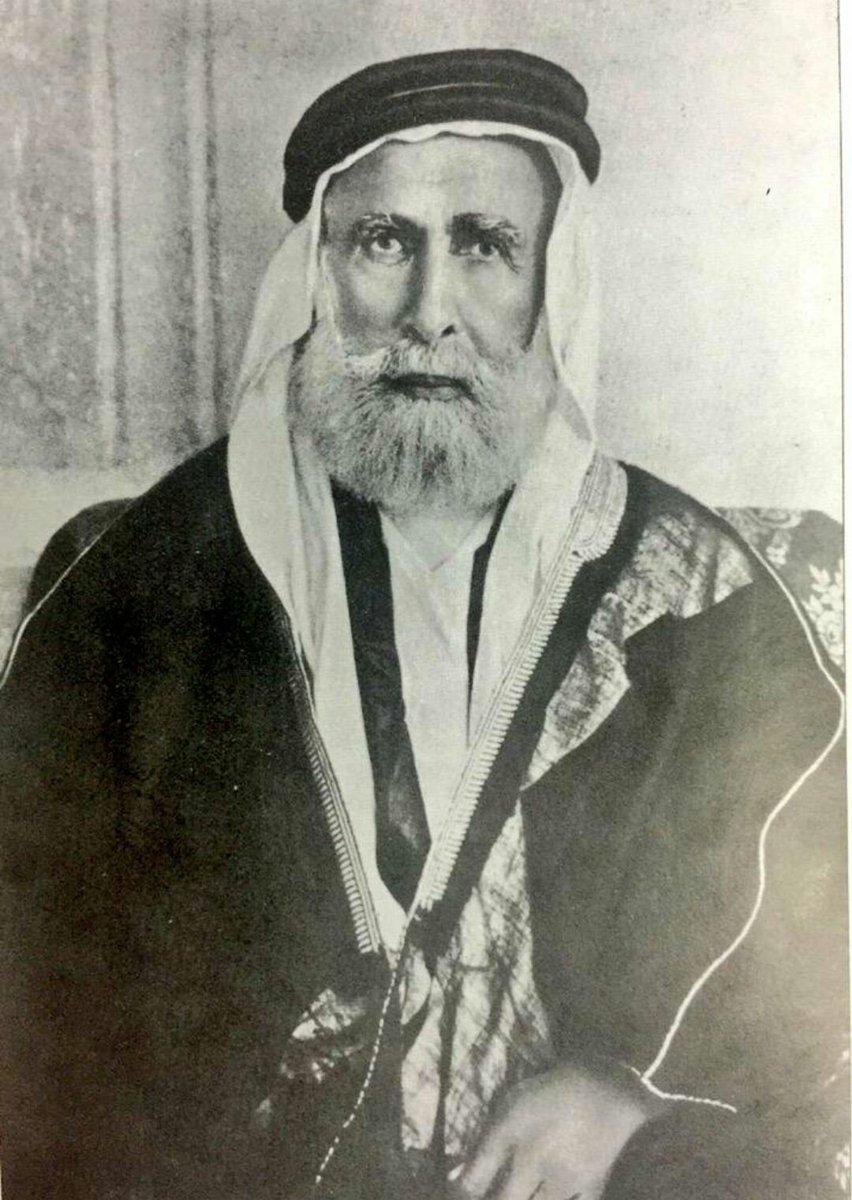
Hussein ibn Ali, emir av Mekka och kung av Hijaz.

Hijaz som lydde under det islamiska abbasidkalifatet kom efter kalifatets fall 1258 att lyda under Egypten,samt med detta land 1517 under Osmanska riket. Den verkliga makten hade emellertid de lokala hövdingarna, särskilt sharifen av Mekka. I början av 1800-talet intogs och plundrades de heliga städerna av wahhabiterna, men dessa drevs bort och landet styrdes som en egyptisk provins fram till 1845, då det kom direkt under regeringen i Konstantinopel.
Järnvägen från Damaskus till Mekka blev färdig 1908 och stärkte osmanernas ställning. Samma år blev Hussein Ibn Ali emir av Mekka. Han kom snart i motsättning till osmanerna, vars överhöghet sedan 1845 blivit mer kännbar och väckt allt större missnöje, och under första världskriget samarbetade han med britterna. De osmanska garnisonerna i Mekka och Jidda betvingades, osmanerna fördrevs från landet och Hussein utropade sig till kung av Hijaz 1916.
Husseins planer på ett ”Storarabien” misslyckades emellertid och 1924 måste han till följd av ett anfall från emiren Abdulaziz Ibn Saud i Najd abdikera till förmån för sin son Ali. Även denne måste 1925 träda tillbaka och sedan 1926 härskade Ibn Saud som kung över Hijaz. År 1932 blev Ibn Saud kung av Saudiarabien, varigenom Hijaz som självständig statsbildning helt upphörde.